# 도위
도위(徒尉/都尉)는 한국과 중국, 베트남에서 사용하던 관직이다. 한국에서는 조선에서 문관직들의 벼슬 품계로 사용하거나 임금의 사위에게 내린 칭호였다.

## 참고 자료
- 《通典·职官》